# Lajla
Lajla (arab. ليلى) – miasto w środkowej Arabii Saudyjskiej, w prowincji Rijad, 330 km na południe od miasta Rijad. Według spisu ludności z 2010 roku liczyło 30 906 mieszkańców.